# アンドレアス・ビェラン
アンドレアス・ビェラン（Andreas Bjelland、1988年7月11日 - ）は、デンマーク・首都地域フレーゼンスボー出身の元プロサッカー選手。元デンマーク代表。現役時代のポジションは、ディフェンダー。

## クラブ経歴

### デンマーク
地元クラブでプレーを始め、2001年にリンビーBKのアカデミーに入団。2006-07シーズンよりトップチームに昇格。当初出場機会は限られていたが、2008–09シーズンよりレギュラーを獲得した。
2009年8月、FCノアシェランに移籍。加入後すぐにレギュラーを獲得し、このシーズンのデンマーク・カップ優勝に貢献した。2010–11シーズンから副キャプテンに就任。

### トゥウェンテ
2011年11月、2012-13シーズンのFCトゥウェンテ移籍内定が発表された。加入初年度は中足骨負傷のため半年間離脱を余儀なくされ、14試合の出場に留まった。2014–15シーズンよりキャプテンに任命されたが、度重なる負傷のため4度の戦列離脱を余儀なくされた。

### ブレントフォード
2015年7月、フットボールリーグ・チャンピオンシップのブレントフォードFCに300万ユーロで移籍。

### コペンハーゲン
2018年7月9日、4年契約でFCコペンハーゲンに移籍した。

## 代表歴
その出自からノルウェー代表を選ぶことも可能だったが、自身が生まれ育ったデンマークを選び各年代で代表に選出された。自国開催のUEFA U-21欧州選手権2011ではキャプテンを務め3試合に出場した。
2010年11月のチェコ戦でA代表初キャップ。フル出場し結果は0-0のスコアレスドローに終わった。
その後1年近く代表から遠ざかったが、UEFA EURO 2012予選・キプロス戦で復帰。2012年6月のオーストラリア戦でPKから代表初ゴールを挙げた。UEFA EURO 2012本戦のメンバーにも選ばれたが、試合に出場することはなくチームもグループステージ敗退に終わった。トゥウェンテの試合で中足骨を痛めたことから再び代表から遠ざかり、2013年6月の試合で約1年ぶりに復帰。2013年10月の2014 FIFAワールドカップ・ヨーロッパ予選・マルタ戦で公式戦初ゴール。2014年はセンターバックのレギュラーを確保したが、膝の負傷によりレギュラーを失い2015年6月から2016年11月まで招集を見送られた。2018 FIFAワールドカップ・ヨーロッパ予選・カザフスタン戦で1年半ぶりに復帰。

## 人物
ノルウェー人の父とデンマーク人の母との間に生まれた。弟のトーマスもサッカー選手で、HIKフッボルトに所属していた。既婚者で娘が二人いる。

## タイトル
ノアシェラン
- デンマーク・スーペルリーガ (1): 2011–12
- デンマーク・カップ (2): 2009–10, 2010–11